# Ръмнику Вълча
Ръмнику Вълча (в исторически план Римник и Ръмник, на румънски: Râmnicu Vâlcea) е град в Румъния, окръжен център и най-големия град в окръг Вълча.

## История
Градът, издигнат на брега на река Олт, e населяван от древни времена.
Първото му упоменаване в документален източник датира от 4 септември 1389 г., когато владетелят на Влашко Мирча Стария заявява в свой хрисовул, че се намира в „столицата... наречена Ръмник“.
В центъра на града се намират руините на владетелския двор на Мирча Стария. От голямата за времето си крепост сега са останали само зидовете, ограждащи централния парк на града, наречен "Мирча Стария" в памет на влашкия войвода.
Гербът на града е от 1505 г. И според румънския историк А. Сачердоцяну е един от най-старите гербове във Влашко.
Това че Ръмнику Вълча е бил владетелски град, се вижда и от документ, издаден от влашкия княз Михай Витязул, в който се казва:„градът на моето владичество Ръмник“.
Така нарича града и Матей I Басараб, при владичеството на който през 1643 г. болярите изграждат там първата фабрика за хартия в Румъния.
На хълма, разположен на север от града, се намира крепостта Четацуя (Cetăţuia), построена от Матей Басараб. Там, на 2 януари 1529 г., е убит от болярите Нягое и Драган княз Раду V Афумати.
Четацуя, която до известна степен е символ на града, е малко укрепление, предназначено да охранява олтенската резиденция на владетелите.
Многобройни документи сочат, че през града са минали Константин II Брънковяну, Петру (Петрешку) I Добрия, Раду III Красивия, Раду VII Паисий.
В периода 1718-1739 г. Олтения е част от Австрия, което също дава своя отпечатък върху града, превръщайки го в защитно укрепление.
Раду IV Велики основава през 1504 г. в Ръмник епископия. Този факт е отразен документално на 29 декември 1590 г. по времето на Михня II Турчин (Туркитул). Нова сграда на Епископията е издигната през 1639 г., но изгаря при турското нашествие през 1737 г. и повторно през 1847 г. Сегашната сграда е издигната в периода 1850- 1856 г., а изографисването ѝ е дело на Георге Татаръску и носи отпечатъка на италианския реализъм. Новата епископия е изградена с подкрепата на епископа на Вълча Калиник и носи името Епископална катедрала „Свети Николай“.
През 18 век в Ръмник кипи оживен културен живот, благодарение на книгоиздателя Антим Ивиряну, който изгражда тук типография, в която са отпечатани множество румънски и чуждестранни книги. Първите книги, отпечатани в Ръмник са „Томът на радостта“ и „Антологион“. Отново тук са отпечатани „Славянска граматика“ (1755 г.), „Румънски глашатай“ (1769 г.), цикълът "Mineelor" (1776 -1780 г.), първото издание на „Наблюдения и бележки върху правилата и изключенията в румънската граматика“ на Йенакица Въкъреску (1787 г.) и много други. В 1806 година в Ръмник излиза и първата печатна книга на новобългарски език - „Неделник“ на Софроний Врачански.
През същия период в Ръмник се открива и школа по изкуствата за иконопис, под ръководството на Йоан Зограф.
На 29 юли 1848 г., в градския парк „Завой“, за първи път прозвучава песента "Deşteaptă-te, române!" („Събуди се, румънецо“), композирана от Антон Пан, по стихове на Андрей Мурешану, на церемония, организирана в чест на победата на националната революция. След свалянето на режима на Николае Чаушеску през декември 1989 г. песента става национален химн на страната.
През 19 век градът изживява социално-икономически подем. В края на века населението наброява около 7600 жители, а Ръмник е известен търговски и икономически център с фабрики за хартия, печатници, керемидени фабрики, производство на тухли и теракот, макаронени и зърнени изделия и многобройни занаятчийски работилници.
В града е разположен Втори полк Доробанци Вълча, има начално училище за момчета и второ – за момичета, пощенска служба, окръжна болница, аптека, театрална зала, банкови клонове.
През 1911 г. е завършено първото крило на лицея „Александру Лаховари“, открит официално на 1 септември 1919 г.
През `20-те години на 20 век в града е основан и девически колеж, както и Теологическа семинария „Свети Николай“. Сред директорите на семинарията е Юстиниан Марина, който по-късно става патриарх на Румъния. Той е първият патриарх на Народна република Румъния. Това, че успява да спаси Църквата от разтуряне от комунистическите власти, вероятно се дължи на факта, че докато е бил свещеник в църквата „Свети Георги“ в Ръмнику Вълча, е укривал комунистическия лидер и бъдещ държавен глава, избягалия от лагера в Търгу Жиу, Георге Георгиу-Деж.
На 30 декември 1947 г., комунистическата управа трансформира теологическата семинария в девическо училище. Училищата стават смесени (за момчета и девойки) едва през 1956 г.
Градът е почти напълно наводнен през 1980 г. поради изтичането на река Муйцану.

## Бележити личности, родени в Ръмнику Вълча
- Дем Радулеску (1931 – 2000 г.) – актьор, комик, университетски преподавател.
- Николае Манолеску (р. 1939 г.) – академик, литературен критик, редактор, есеист, литературен и политически историк.
- Еуджен Негрич (р. 1941 г.) – критик, литературен историк, стилист и професор по съвременна румънска литература.
- Габриел Лиичану (р. 1942 г.) – философ, писател.

## Виртуална панорама
- Виртуала панорама на Ръмнику Вълча[неработеща препратка]